# Storia di Alitalia
La storia di Alitalia descrive gli eventi che hanno caratterizzato l'esistenza della compagnia aerea, dalla sua creazione sino alla chiusura.

## La creazione e le prime attività

Il primo volo di Alitalia con un Fiat G.12 da Torino a Roma

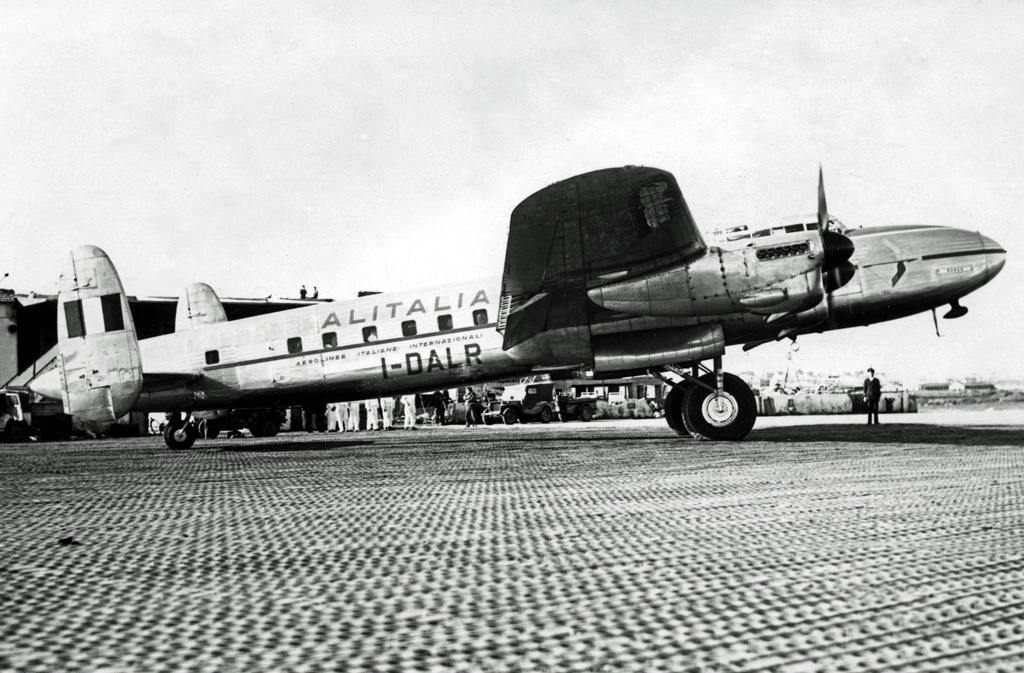
Un Avro 691 Lancastrian a Ciampino nel 1948.

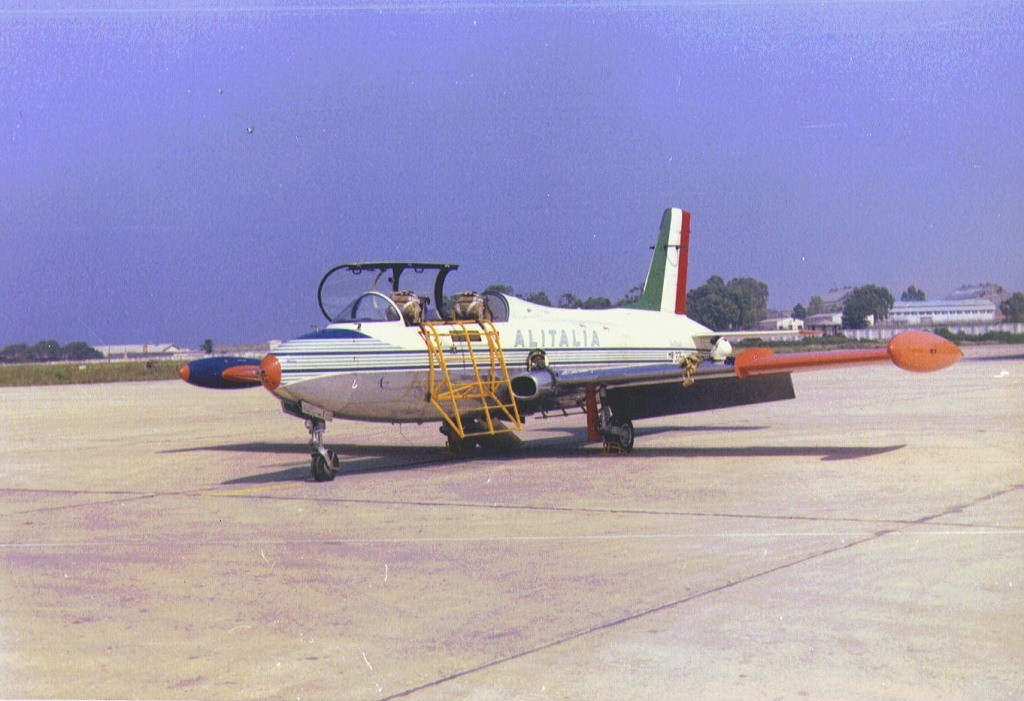
Un Aermacchi MB-326 da addestramento nel 1964.

Un Douglas DC-7C e alcuni Vickers Viscount a Fiumicino nel 1965.

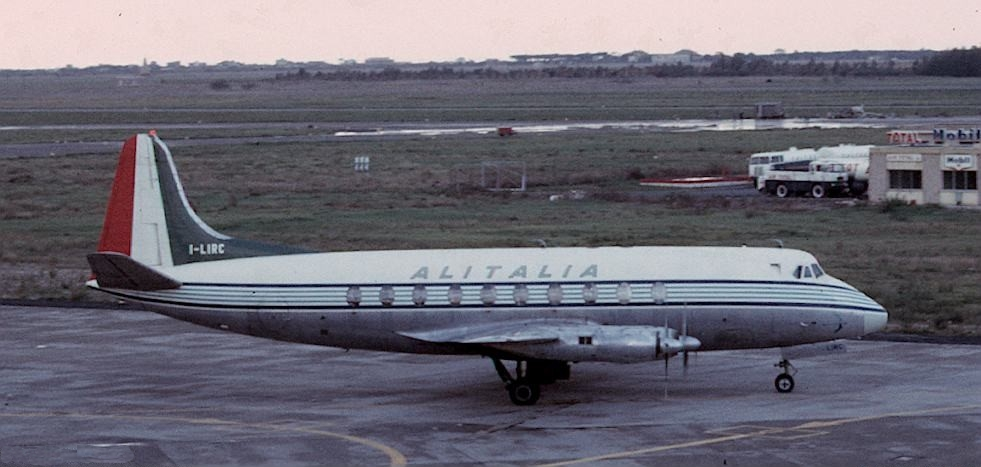
Un Vickers Viscount 745D a Fiumicino nel 1966.

Il Sud Aviation Caravelle VI-N a Fiumicino.

Il Douglas DC-9-32 a Fiumicino nel 1971.

Il Douglas DC-8-62 a Fiumicino nel 1978.

Il Boeing 727-200 "Città di Verona" a Fiumicino nel 1979.

il Boeing 747-100 a Malpensa nel 1980.

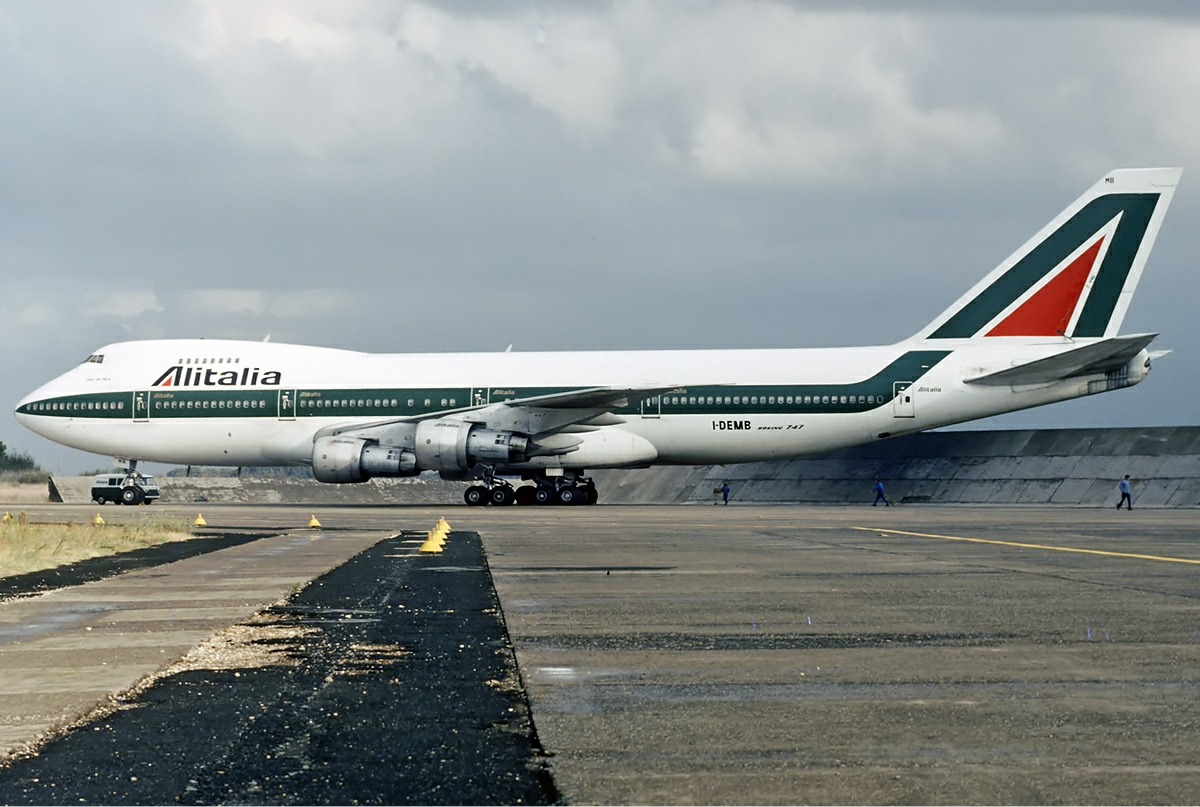
Il Boeing 747-200 a Fiumicino nel 1979.

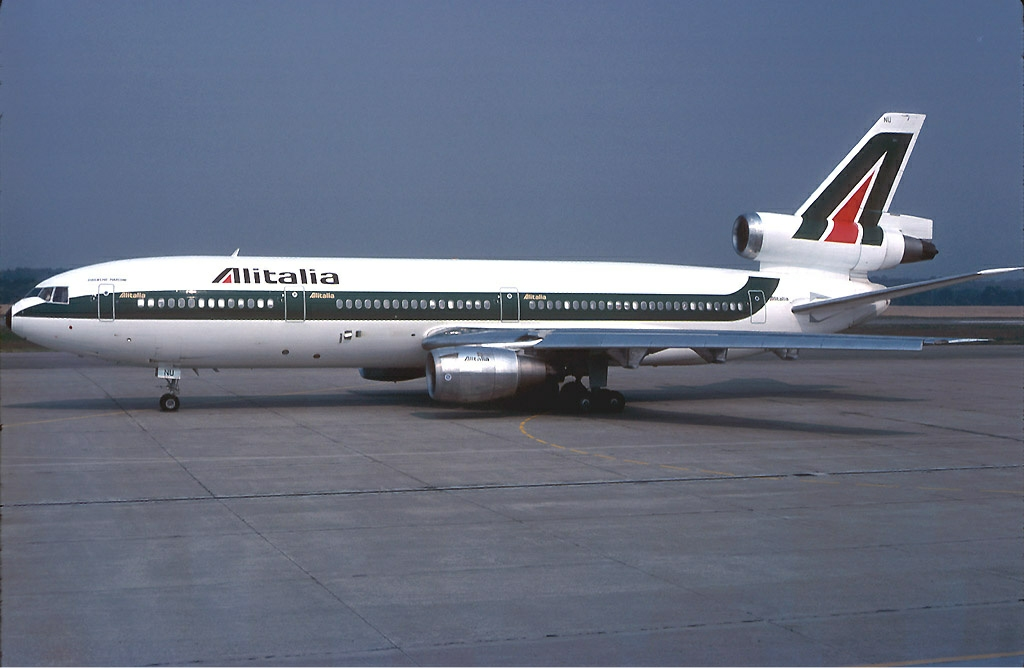
Il Douglas DC-10-30 a Malpensa nel 1980.

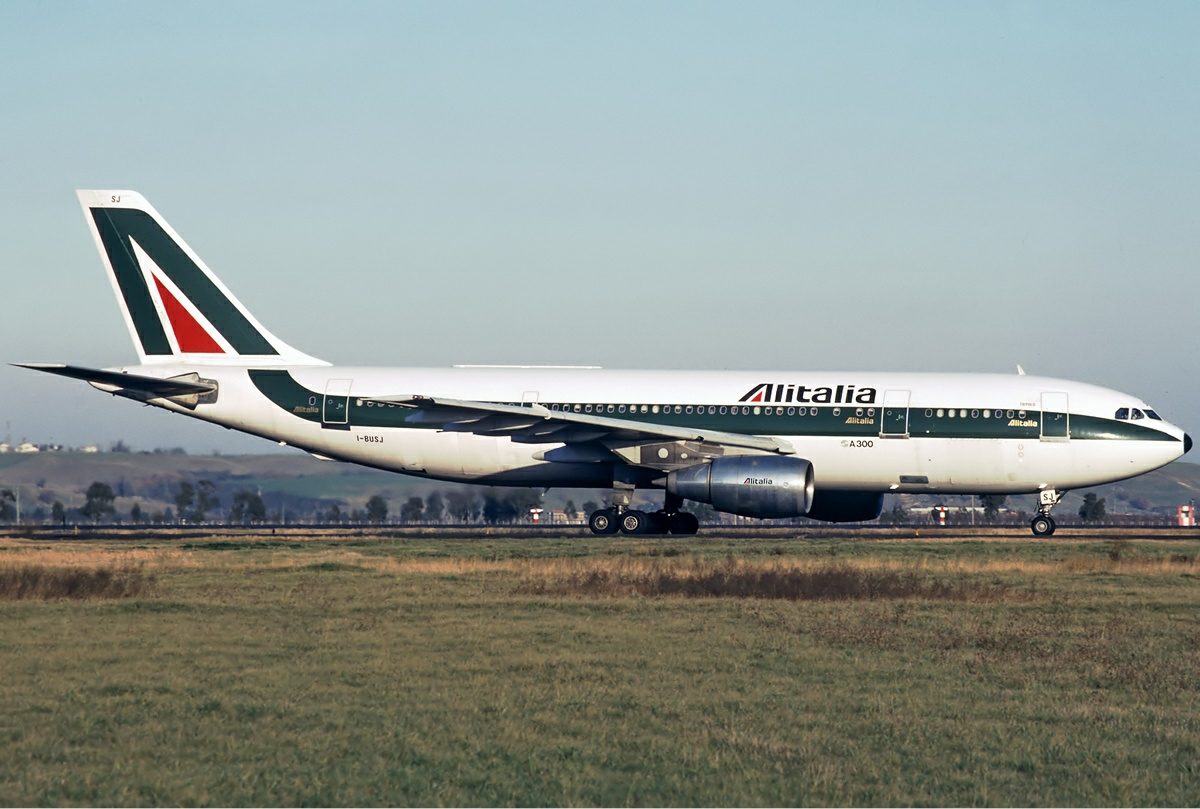
L'Airbus A300-200 a Fiumicino nel 1987.

Un Douglas DC-9-32 con la livrea dell'Aermediterranea nel 1985.

A seguito della revoca del veto alleato alla ricostituzione dell'aviazione civile italiana, il 16 settembre 1946 venne fondata Aerolinee Italiane Internazionali - ALII; tra i sottoscrittori dei 900 milioni di lire del capitale sociale, era presente British Overseas Airways Corporation (di proprietà del governo del Regno Unito) con il 40%, il Governo Italiano con l'IRI (47%) ed il resto del capitale era diviso tra investitori privati. Come simbolo adotta una "freccia alata".
La flotta iniziale è costituita da 4 Fiat G.12 ed un Savoia Marchetti SM.95 ricevuti in prestito dall'Aeronautica Militare Italiana.
Nel 1947 si trasforma in Alitalia - Aerolinee Italiane Internazionali S.p.A.
Giuseppe De Michelis è il primo presidente e dal 1948 al 1968 sarà invece in carica Nicolò Carandini, che diede un grande contributo per mantenere in vigore i diritti di traffico Alitalia nei collegamenti con gli Stati Uniti.
L'avvio dell'operatività commerciale avviene il 5 maggio del 1947 con un trimotore Fiat G.12 "Alcione" (I-DALH), pilotato da Virgilio Reinero, con un volo da Torino a Roma Urbe (allora base d'armamento Alitalia) e poi a Catania, con 18 passeggeri a bordo e al prezzo di 7.000 lire, circa 140 euro odierni). Il 6 luglio dello stesso anno, il Savoia-Marchetti S.M.95 "Marco Polo" effettua il primo collegamento internazionale, da Roma a Oslo con a bordo 38 marinai norvegesi. A marzo dell'anno successivo (1948), con un Lancastrian viene inaugurata la prima tratta intercontinentale, un volo di 36 ore: Milano, Roma, Dakar, Natal, Rio de Janeiro, San Paolo, Buenos Aires..
Nel primo anno di attività, Alitalia trasporta 10.306 passeggeri, 92 tonnellate di merce e 18 di posta.
Verso la fine del 1949, la flotta viene completamente rinnovata con quattro Douglas DC-4, acquistati dalla Pan Am ed un network di 7 rotte (Roma-Catania-Malta-Tripoli, Roma-Cairo-Asmara, Roma-Parigi, Roma-Londra, Roma-Milano-Londra, Roma-Nizza-Ginevra, Roma-Dakar-Natal-Rio de Janeiro-Montevideo-Buenos Aires.
Nel 1950, entrano in servizio le prime hostess, che indossano delle divise create dalle sorelle Fontana e acquisisce flotta e personale di Linee Aeree Transcontinentali Italiane, che collegava Italia e Sudamerica.
Dal 1951 vengono introdotti i pasti caldi a bordo su piatti di ceramica Richard Ginori e nel 1952 chiude il suo primo bilancio in utile.
La sua principale concorrente, in quel periodo, era Linee Aeree Italiane, controllata sempre da Iri insieme a TWA, la quale, effettivamente, almeno all'inizio, era meglio dimensionata, organizzata e strutturata rispetto ad Alitalia, grazie al maggior contributo apportato dal socio americano, sia in termini di dotazione finanziaria che di flotta aerea a disposizione; in particolare, venivano utilizzati esclusivamente velivoli di produzione italiana o britannica, mentre LAI poteva beneficiare anche di apparecchi di fabbricazione americana (entreranno poi in servizio nei primi anni cinquanta 4 Douglas DC-4 nella flotta Alitalia).

## La fusione con "Linee Aeree Italiane" e il rafforzamento
Il 31 ottobre 1957, l'IRI impone la fusione tra l'Alitalia e la LAI - Linee Aeree Italiane, altra compagnia di proprietà statale, nasce così l'Alitalia-Linee Aeree Italiane, la "nuova" compagnia diventa quindi l'unica compagnia aerea di bandiera italiana, la base d'armamento è all'aeroporto di Roma-Ciampino, forte di 37 aerei e 3.000 dipendenti.
Il 1960 è un anno che segna la definitiva affermazione della compagnia, che diventa anche il vettore ufficiale delle Olimpiadi di Roma. Sempre nello stesso anno, entrano in flotta i primi aerei a reazione (Douglas DC-8 e Sud Aviation Caravelle) e per la prima volta vengono trasportati un milione di passeggeri, che diventeranno 5 milioni entro il 1969. La base d'armamento viene trasferita presso l'aeroporto di Roma-Fiumicino, aperto ufficialmente l'11 gennaio del 1961, e vengono inaugurati anche il "Centro Addestramento Personale Navigante" e la "Città del Volo".. IRI diventa azionista unico dell'azienda.
Il 3 giugno 1964 nasce a Napoli l'ATI Aero Trasporti Italiani, filiale di Alitalia, per operare sulla rete nazionale. Nel 1965, la compagnia supera i tre milioni di passeggeri trasportati ed entrano in flotta i DC-9/30.
Nello stesso anno, con il 50% delle azioni, fonda Somali Airlines, nel cui azionariato rimarrà fino al 1977.
Nel 1967, Alitalia abbandona la sede "storica" di via Maresciallo Pilsudski e si trasferisce al grattacielo dell'EUR. ed acquisisce il 40% di Air Zambia.
Come riportato nella trasmissione radiofonica Il Mix delle Cinque, condotta da Giovanni Minoli, nel 1967 Alitalia è la settima compagnia aerea del mondo, la terza d'Europa, con 70 nazioni servite, 140 miliardi di fatturato e 10.000 dipendenti.
Nel 1969, l'Alitalia è la prima compagnia aerea europea a volare con una flotta di soli velivoli a reazione, e contestualmente decide di rinnovare la propria identità visiva: in questi anni, gli aerei della flotta presentano una livrea bianca e grigia, con una fascia composta da cinque linee azzurre e due nere che corre all'altezza dei finestrini. Gli impennaggi presentano i colori della bandiera italiana e la dicitura Alitalia (scritta in caratteri maiuscoli) è apposta al centro della fusoliera, al di sopra della fascia dei finestrini. L'incarico di rinnovare l'immagine della compagnia viene affidato allo studio grafico Landor & Associates di San Francisco, il cui lavoro è destinato ad avere una lunga fortuna: il vecchio logo della freccia alata viene sostituito dalla lettera A, modellata a somiglianza dell'impennaggio di un aereo, e colorata nelle tinte della bandiera italiana. Le fusoliere degli aerei vengono ridipinte di bianco, con una larga fascia verde (in gergo "cheatline") all'altezza dei finestrini, che si allunga dallo stabilizzatore di coda fino al muso.
Secondo una interessante analisi condotta da Ugo Arrigo su Il Sussidiario, Alitalia ha sostanzialmente chiuso in utile tutti i bilanci dei primi 23 anni di esistenza, eccezion fatta per il periodo di start up (1947-1951) e 1958 (post-integrazione con Lai), per controvalore cumulato ad oggi pari a 600 milioni di euro.

## Gli Anni Settanta e l'austerity

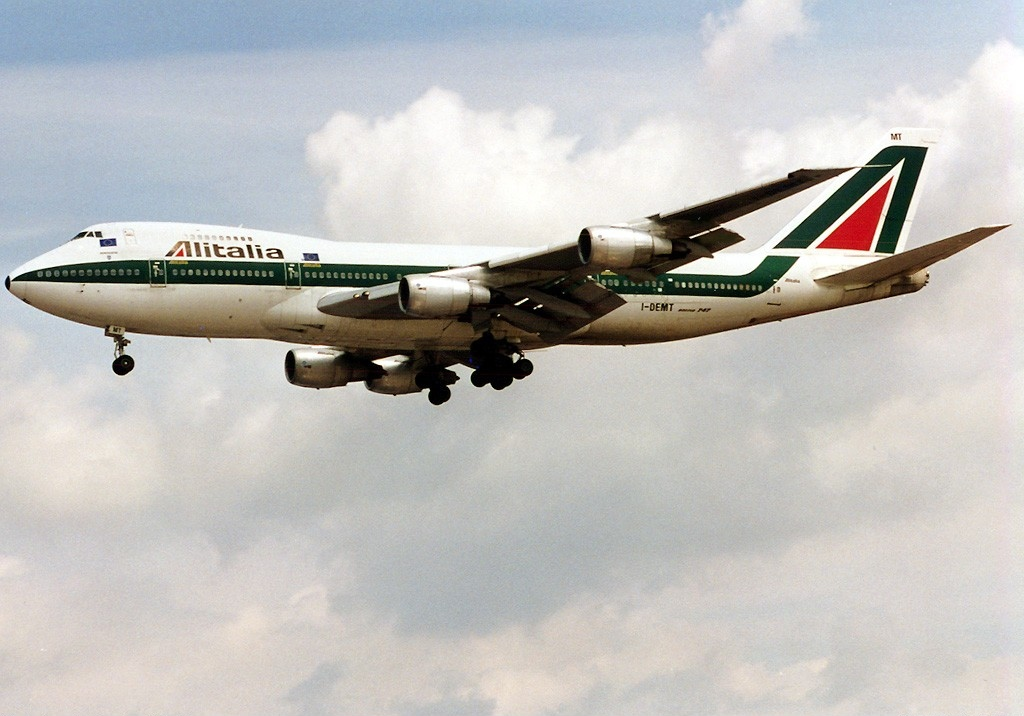
Un Boeing 747-200 in atterraggio a Heathrow

Il 5 giugno 1970 entra in servizio il primo Boeing 747, chiamato "Neil Armstrong", che viene impiegato sulla tratta Roma-New York. Nel 1973, entrano in servizio i trimotori McDonnell Douglas DC-10 per le tratte intercontinentali. Sempre nello stesso anno, la compagnia inizia a volare verso l'Estremo Oriente, aprendo una rotta verso Tokyo.
Il decennio è purtroppo contrassegnato dall'austerity, che ha portato ad un aumento del prezzo del petrolio e una recessione economica mondiale.
In America, la deregolamentazione porta alla nascita delle prime compagnie aree low cost, che si affacceranno in Europa qualche decennio più tardi.
Nel 1980 nasce la scuola di volo di Alghero. Nel 1982, l'Alitalia trasporta 10 milioni di passeggeri. Negli stessi anni entrano in flotta i McDonnell Douglas MD-80 e gli Airbus A300/B4.
Nel 1993 trasporta il 38,7% dei passeggeri di voli internazionali ed è la terza compagnia aerea europea dopo Lufthansa e British Airways.
Nel giugno del 1991, la sede dell'Alitalia si trasferisce al Nuovo Centro Direzionale (NCD) alla Magliana, lasciato per circa 10 anni (2010-2021) in totale stato di abbandono, ora è in fase di demolizione, mentre uno dei palazzi viene ancora usato come sede dell'agenzia LeasePlan. Nel dicembre dello stesso anno entrano in flotta i McDonnell Douglas MD-11 e nel 1994 gli Airbus A321, per lo sviluppo del medio raggio. In questi anni la compagnia raggiunge i 20 milioni di passeggeri trasportati.
Nel 1995 ha trasportato il 50% di tutti gli italiani che hanno preso un aereo. Nel 1996, viene creata la società operativa Alitalia Team per la gestione di collegamenti a medio e lungo raggio a basso costo. Sempre nel 1996, nasce il primo sito web di Alitalia. Nel 1997 viene creata Alitalia Express, per sviluppare il trasporto regionale.

## Le prime riorganizzazioni e la tentata alleanza con KLM
Negli anni novanta, Alitalia trasporta quasi 28 milioni di passeggeri annui, ma le tensioni sindacali e l'eccessivo piano di investimenti producono risultati di bilancio assai deludenti. Inoltre, la deregulation americana è approdata nel vecchio continente, cambiando il contesto di riferimento. Sembrerebbe che Alitalia non si sia attivata per coglierne le nuove opportunità e sfide; il mercato si è aperto ad altri concorrenti, in particolare le compagnie low cost, attive anche e soprattutto sulle rotte nazionali. Ma la compagnia ha ridotto le tratte intercontinentali operate e non ha effettuato investimenti per adeguare la propria offerta alla domanda crescente (in particolare l'ampliamento della flotta, poiché il mercato è cresciuto a fronte di una azienda che ha mantenuto la stessa dimensione, vedendo così ridotta la propria market share). Nel 1993 comincia un dialogo con Air France, ma questa interrompe le trattative a causa delle proteste sindacali che bocciano il piano di tagli per 4.000 posti e causano le dimissioni dell'allora presidente della compagnia di bandiera francese, Bernard Attali. Nel 1996 l'amministratore delegato Domenico Cempella assume il timone dell'azienda e riesce a chiudere i successivi bilanci in utile, passando dai 1,217 miliardi di perdite del 1996 ai 438 miliardi di utile del 1997. Dopo 11 anni, nel 1998 ridistribuisce il dividendo ai soci, grazie a 408 miliardi di utili.

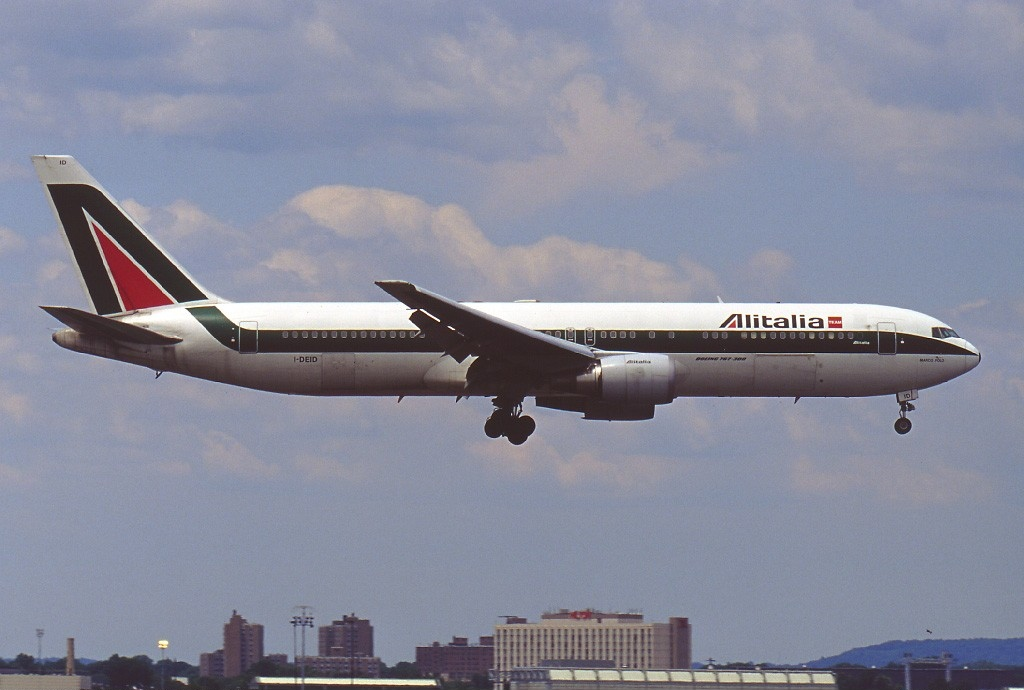
Un Boeing 767-300ER con il logo Alitalia Team a Newark nel 2001

Questi risultati sono stati prodotti grazie a:
- riduzione dei costi;
- rinnovamento della struttura dirigenziale
- creazione di Alitalia Team S.p.A., per la gestione di voli a medio/lungo raggio a basso costo. Grazie alla concertazione con i sindacati, la società ha potuto riassumere parte del personale di volo e di terra usando nuovi schemi contrattuali, regole e prassi operative e, in sede operativa, strumenti innovativi per l'organizzazione delle risorse, l'impiego degli aerei e degli equipaggi[43]. Anche grazie a questo intervento, il costo del lavoro viene abbattuto di 7 punti percentuali (da 27% al 20%): in questo modo, si è riusciti ad assorbire l'aumento del prezzo del petrolio e la concorrenza dovuta a nuovi vettori, nonché a far passare le ore di sciopero da quota 60.000 ore del periodo marzo 1995-marzo 1996 ad un valore pari allo zero nel 1997;
- ricapitalizzazione e vendita del 37% delle azioni tramite quotazione in Borsa di cui il 21% assegnate ai dipendenti

Inoltre, Cempella ritiene che Alitalia non possa sopravvivere senza un’alleanza internazionale che ne ottimizzi rotte e feederaggio. Si concretizzano i contatti con KLM, la compagnia ritenuta più complementare ad Alitalia. Gli olandesi si sarebbero occupati del lungo raggio sul Nord America e Asia, Alitalia del breve, medio e lungo sul Sud America e Africa. Il tutto, unito all'apertura del nuovo Hub a Malpensa, ritenuto strategico da KLM per via del suo bacino d'utenza: nel 1999 nascono due accordi di collaborazione con KLM, l'area passeggeri ed area cargo che, nei piani dei dirigenti, dovevano fare da preludio a una fusione.
I piani prevedevano la nascita di una compagnia dotata di 300 aeromobili in grado di far viaggiare 40 milioni di passeggeri per un giro d'affari di 24 000 miliardi di lire. In questo modo Alitalia-KLM mirava ad essere il più grande vettore aereo europeo.
Ma il progetto stenta a decollare, prima a causa dei ritardi derivanti dalla costruzione dell'hub di Malpensa (e delle infrastrutture di collegamento) e poi per via delle polemiche politiche per la rivalità che sarebbe nata con Linate e Fiumicino. Cempella stima che il mancato trasferimento dei voli da Linate a Malpensa abbia comportato la perdita di 2,6 milioni di passeggeri per un totale di 60 miliardi di ricavi in meno, ogni mese. Questa situazione, unita al caro petrolio e alla guerra nei Balcani che ha ridotto il traffico aereo, ha portato Alitalia a chiudere il 1999 in pareggio (un leggero attivo), contro i 200 miliardi di lire di utili previsti dal piano industriale.
Proprio in seguito alle questioni relative a Malpensa, insieme a lentezze nella privatizzazione completa di Alitalia, KLM recede unilateralmente dalla joint venture. Dal 1º settembre 2000, i voli condotti congiuntamente torneranno ad essere svolti separatamente dai due vettori (ed il bilancio rivide le perdite). Questo porta Cempella (che poi diede le dimissioni) ad esercitare un'azione legale che termina due anni più tardi, quando l'arbitrato internazionale condanna KLM a pagare una penale netta all'Alitalia di 250 milioni di euro, grazie ai quali Alitalia supera il rosso da 50 milioni di euro e chiude in positivo il bilancio 2002 (peraltro ancora oggi è l'ultimo della sua storia ad aver avuto il segno verde).

## L'ingresso in SkyTeam e l'acquisto di Volare

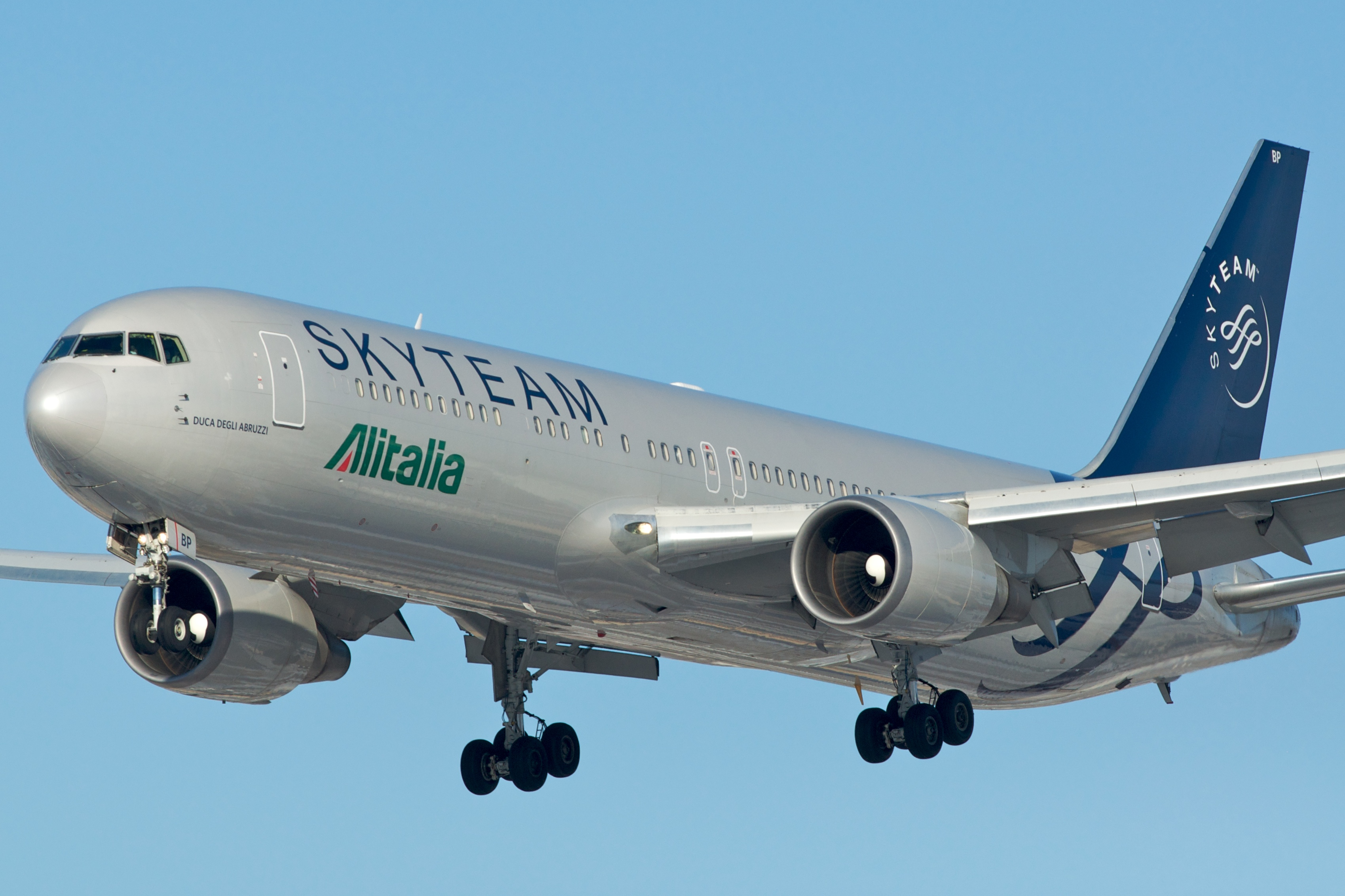
Boeing 767-300ER in livrea SkyTeam, in atterraggio a Toronto-Pearson

Nel 2001, anno nero per l'aviazione civile mondiale, Alitalia paga più della concorrenza la flessione della domanda per la sua precedente crisi strutturale, in particolar modo per la concorrenza agguerrita delle compagnie a basso costo. Nello stesso anno Alitalia stipula un'alleanza con Air France ed entra a far parte di SkyTeam, una delle principali alleanze aeree, i cui membri, all'epoca, oltre a Air France, erano Aeroméxico, Delta Air Lines, Korean Air e CSA Czech Airlines. L'accordo con la compagnia francese prevede anche uno scambio azionario del 2%, in virtù del quale i due capi azienda Francesco Mengozzi e Jean-Cyril Spinetta entrano a far parte dei reciproci consigli di amministrazione. Mengozzi, confermato dal governo Berlusconi II, aveva in animo una fusione con Air France e aveva ottenuto che la fusione fosse fatta attribuendo ad Alitalia il 30-35% del capitale della rete francese, ma il governo italiano però respinse la proposta
Il 2002 è anche l'anno in cui entrano in flotta i Boeing 777-200ER in sostituzione dei Boeing 747, noti anche come "Jumbo". Nel gennaio 2004, l'Alitalia aveva 21 294 dipendenti (tra cui 4418 assistenti di volo) e una flotta di 157 aerei (più 3 in ordine); la maggioranza del pacchetto azionario era in mano allo Stato Italiano (62,4%), altri azionisti (tra cui i dipendenti) avevano il 35,6% e Air France il 2%; aveva come sussidiarie e società partecipate: Alitalia Express (100%),
Alitalia TEAM (100%), Eurofly (20%).
Nel 2005 Alitalia si aggiudica l'asta per il Gruppo Volare (che controllava la compagnia aerea a basso costo Volareweb.com, e la compagnia aerea charter Air Europe) in amministrazione straordinaria. Sempre nel 2005 la compagnia aggiorna ulteriormente la propria identità visiva: lo studio Saatchi & Saatchi ridisegna il logo del 1969, addolcendone gli spigoli e inclinando i caratteri verso destra. La livrea degli aerei viene aggiornata con tale nuovo simbolo e modificata: la "cheatline" verde viene rimpicciolita e spostata al di sotto della linea dei finestrini, mentre la "A" sull'impennaggio viene ingrandita. Secondo Il Sole 24 Ore dell'11 settembre 2008 che ha controllato il valore patrimoniale di Alitalia, insieme alla banca dati della Thomson Financial che ne ha certificato l'esattezza, un'azione di Alitalia in Borsa valeva circa 10 euro nel 2001 e solo 1,57 euro nel 2006.

## I tentativi di privatizzazione
A fine 2006 il governo Prodi decide di cedere la compagnia, vendendo il 30,1% (poi innalzato al 39,9%) del capitale azionario, facendo così scattare l'obbligatorietà dell'OPA per il nuovo compratore. La gara però, dopo otto mesi, fallisce per il ritiro progressivo di tutti i concorrenti. Tra i partecipanti alla gara i pretendenti più autorevoli erano AP Holding di Carlo Toto (Finanziaria che controlla Air One), Texas Pacific Group (fondo americano che ha già lavorato nel rilancio di Continental Airlines e Ryanair) e la compagnia russa Aeroflot.
Il 1º agosto 2007 il presidente Libonati si dimette a pochi mesi dall'incarico ricevuto e il Ministero dell'Economia e delle Finanze designa come successore Maurizio Prato, a cui vengono delegati pieni poteri per la gestione aziendale e l'individuazione del percorso per proseguire con la privatizzazione.
Nel successivo consiglio di amministrazione del 30 agosto viene approvato il piano di "sopravvivenza" 2008/2010 che prevede il ritorno a un unico hub (Roma Fiumicino) e il conseguente drastico ridimensionamento della base di Malpensa. Decisione molto contestata dai vertici istituzionali lombardi e che nei mesi a seguire comporterà l'avvio di una causa civile da parte della SEA, con richiesta di un risarcimento danni per 1,25 miliardi di euro.
Al secondo tentativo di privatizzazione manifestano interesse Air France-KLM (partner di Alitalia in SkyTeam), Lufthansa, AP Holding (controllante di Air One), Aeroflot, e una cordata con rappresentante legale Antonio Baldassarre (già amministratore delegato della RAI durante il secondo governo Berlusconi).
Il 21 dicembre 2007 il consiglio d'amministrazione Alitalia individua in Air France-KLM l'interlocutore con cui avviare una trattativa in esclusiva. Scelta avallata, una settimana più tardi, anche dall'azionista principale.
Il 15 marzo 2008, Alitalia accetta l'offerta vincolante di Air France-KLM che prevede un'offerta pubblica di scambio sul 100% delle azioni di Alitalia con una permuta di 160 azioni Alitalia per ogni azione Air France-KLM e un'offerta pubblica di acquisto sul 100% delle obbligazioni convertibili Alitalia. Il valore dell'offerta sarà di 1,7 miliardi di euro e comprende la ricapitalizzazione di 1 miliardo, 138,5 milioni per l'acquisto delle azioni Alitalia, valutate singolarmente 0,099 euro, e 608 milioni per le obbligazioni convertibili. L'offerta è vincolata da una serie di condizioni, tra cui: il raggiungimento di un accordo con i sindacati, l'impegno scritto del governo a mantenere il portafoglio dei diritti di traffico di Alitalia, la sottoscrizione di un accordo con Aeroporti di Roma sui livelli di servizio necessari per l'attuazione del Business Plan 2008-2010, un accordo con Fintecna e Alitalia Servizi che preveda il rientro in Alitalia di attività come la manutenzione e i servizi di terra e la rinegoziazione di alcune clausole dei contratti di servizio, il ritiro del contenzioso in essere con la SEA. Tutte condizioni che si devono risolvere entro il 31 marzo 2008. Alitalia manterrà però un ruolo autonomo, identità italiana e proprio marchio, logo e livrea. Si prevedono tra l'altro esuberi per 2 100 unità (solo per Alitalia Servizi). Se il ministero dell'Economia aderirà all'offerta, lo Stato italiano avrà una quota dell'1,4% nel capitale del gruppo franco-olandese e un consigliere italiano indicato dal Ministero delle economie e delle finanze italiano per 6 anni nel consiglio d'amministrazione di Alitalia. La flotta Alitalia si ridurrà a 149 aerei. Il nuovo gruppo si baserà su tre basi, Amsterdam, Parigi e Roma.
A fine marzo, Alitalia diventa uno dei principali temi della campagna elettorale.
Il 2 aprile 2008 Maurizio Prato si dimette a causa del mancato accordo con le parti sociali. Questa decisione, anche a seguito del rifiuto di Silvio Berlusconi a garantire che (in caso di una sua nuova elezione a Palazzo Chigi) avrebbe proseguito un eventuale accordo, garanzia richiesta da Prodi per poter concludere la trattativa, porta il 21 aprile il presidente francese Jean-Cyril Spinetta ad annunciare il ritiro dell'offerta di acquisto di Air France-KLM.
Il giorno dopo il Consiglio dei ministri, su richiesta di Berlusconi, approva un decreto legge che concede un prestito ad Alitalia di 300 milioni da restituire entro il 31 dicembre. Iniziativa contestata dalla Commissione Europea che ravvisa degli illeciti aiuti di stato. Il caso è seguito dal commissario ai Trasporti Antonio Tajani. Il 21 maggio, il Governo Berlusconi IV converte il prestito ponte in patrimonio netto per la società.

## L'arrivo della cordata italiana e il commissariamento
Il governo e la compagnia affidano un ruolo di consulente a Intesa Sanpaolo (già partner di AP Holding nei due precedenti tentativi di vendita della compagnia) affinché individui il percorso da seguire per una nuova iniziativa di privatizzazione. Secondo ampie anticipazioni di stampa, il progetto allo studio della banca prevederebbe il ricorso al commissariamento (legge Marzano) e successiva fusione con Air One. Il mandato dell'istituto di credito scadrà a metà agosto.
Il 30 luglio il Piano Fenice della consulente viene discusso dal consiglio d'amministrazione della compagnia aerea. Il progetto prevede la costituzione di una nuova società, dove far confluire parte della "vecchia" compagnia. Il numero di esuberi sarebbe pari a 3 250 unità. Nella nuova società confluirebbe anche Ap Holding S.p.A. la società del Gruppo Toto che controlla Air One.
A fine agosto il consiglio di amministrazione della compagnia si riunisce per esaminare la situazione finanziaria. Vengono comunicati i dati di cassa aggiornati a luglio, non viene approvata la semestrale.
Dopo un'analisi sulle recentissime modifiche introdotte dal governo alla Legge Marzano, il consiglio di amministrazione chiede la dichiarazione di insolvenza al Tribunale di Roma.
La sentenza viene ottenuta pochi giorni dopo. Nel frattempo la compagnia passa in amministrazione straordinaria e viene nominato Augusto Fantozzi commissario della compagnia.
La sera di lunedì 1º settembre 2008 la nuova arrivata CAI - Compagnia Aerea Italiana, guidata da Roberto Colaninno, recapita al commissario un'offerta per l'acquisizione di attività da Alitalia S.p.A. dando inizio a una lunga trattativa tra C.A.I., il Governo e i sindacati.
Il 18 settembre, nonostante l'assenso di CISL, UIL e UGL, ma a seguito del rifiuto della CGIL e dei sindacati di piloti e assistenti di volo a controfirmare il contratto proposto, l'assemblea dei soci C.A.I. ritira l'offerta d'acquisto.
Il 22 settembre il commissario Fantozzi pubblica un nuovo bando per l'acquisto di Alitalia su tre quotidiani italiani e sul sito Internet della compagnia, ma non vengono presentate offerte da nessun acquirente. Il 29 settembre 2008, però, tutte le sigle sindacali di tutti i lavoratori della compagnia aerea accettano di firmare l'intesa che permetterebbe dal primo novembre 2008 di far entrare C.A.I. nella gestione della società. A questo punto restavano ancora da definire i contratti da stipulare col personale; poco prima della mezzanotte del 31 ottobre 2008 Compagnia Aerea Italiana riesce a trovare un'intesa solamente con CGIL, CISL, UIL e UGL, mentre le altre sigle autonome degli assistenti di volo e dei piloti rifiutano di firmare. C.A.I. allora sembra propendere in un primo momento per il ritiro dell'offerta di acquisto (comunque senza darne comunicato ufficiale), ma in serata si aprono nuovi spiragli: su pressione del sottosegretario alla presidenza del consiglio, Gianni Letta, C.A.I. decide che sul tema dei contratti si accorderà volta per volta con i singoli dipendenti, in maniera autonoma dalle loro sigle di rappresentanza..
Il 3 agosto 2011 il precedente commissario è stato sostituito dalla terna commissariale composta dai professori e avvocati Stefano Ambrosini, Gianluca Brancadoro e Giovanni Fiori.
Nel frattempo è stata aperta un'inchiesta penale per bancarotta di Alitalia-Linee Aeree Italiane che nel 2015 è concluso in primo grado con quattro condanne (tra cui quella dell'ex presidente e amministratore delegato Giancarlo Cimoli) e tre assoluzioni.

## La privatizzazione
L'11 dicembre 2008 C.A.I. sottoscrive con AP Holding l'accordo per l'acquisto di Air One, EAS (European Avia Service) e Air One Technic che, dopo l'integrazione con gli asset che CAI rileverà da Alitalia, daranno vita alla "nuova" compagnia aerea di bandiera.
Il 12 dicembre 2008 Compagnia Aerea Italiana S.p.A. sottoscrive con il Commissario straordinario Augusto Fantozzi il contratto per l'acquisto degli asset di volo Alitalia - Linee Aeree Italiane S.p.A. al prezzo di 1,052 miliardi con versamento di 100 milioni di euro. È previsto che C.A.I. riassuma 12 639 lavoratori della "vecchia" Alitalia e che la gestione della stessa rimanga in capo ai nuovi azionisti fin da inizio dicembre, con il versamento di 24 milioni stimati per la gestione nei primi 12 giorni di dicembre, che è rimasta in capo al commissario. Dal 12 dicembre 2008 al 12 gennaio 2009 tutti gli oneri e i ricavi connessi al servizio di trasporto aereo sono a carico di C.A.I.
L'ultimo volo di Alitalia-Linee Aeree Italiane ad atterrare è stato l'AZ329 decollato alle 20:10 da Parigi-Charles de Gaulle e atterrato a Roma-Fiumicino alle 22:15 del 12 gennaio 2009. Alle 21:00 il commissario straordinario Fantozzi insieme ai vertici dell'Ente nazionale aviazione civile e Alitalia-Compagnia Aerea Italiana hanno iniziato a trasferire l'attività alla "nuova" Alitalia. La morte della "vecchia" Alitalia e la nascita della "nuova" hanno comportato una messa a terra di tutti gli aeromobili per circa 7 ore nella notte fra il 12 e il 13 gennaio 2009.
Il costo diretto per lo stato italiano della vendita a C.A.I. ammonta a 1700 milioni per la mancata vendita ad Air France, più 1200 milioni di debiti rimasti (al 2012) alla cosiddetta "bad company" statale Alitalia LAI dopo la vendita di tutte le attività, più i 300 milioni del cosiddetto "prestito-ponte", dichiarato aiuto di stato illegittimo dalla Corte di giustizia europea.
Il calcolo non considera i costi sociali per i licenziamenti, le società aeroportuali pubbliche come SEA e i risparmiatori.
Il 12 gennaio 2009 Air France-KLM aveva acquistato il 25 per cento del capitale della compagnia per una somma vicina ai 322 milioni di euro. L'accordo con la compagnia franco-olandese prevedeva la creazione di un sistema multi-hub a livello europeo focalizzato su Amsterdam Schipol, Aeroporto di Parigi Charles de Gaulle e Milano Malpensa, a condizione che fosse razionalizzato il ruolo di Linate come city airport specializzato nella tratta Milano-Roma e che fossero rispettati i tempi previsti per la realizzazione delle infrastrutture di collegamento tra Milano e Malpensa; per quanto riguarda invece l'Aeroporto di Roma-Fiumicino, l'accordo ne prevedeva l'utilizzo come polo operativo da cui massimizzare la presenza sulle rotte verso il Mar Mediterraneo, l'Estremo Oriente e il Sud America. Inoltre, l'accordo fissò in 4 anni il termine del lock-up per gli azionisti della "nuova" Alitalia. Nell'arco di questi 4 anni, ai soci italiani sarebbe stato concesso di vendere azioni ad altri soci italiani in possesso del diritto di prelazione. Il patto prevedeva anche una via d'uscita nel caso in cui le sinergie definite per i successivi tre anni non fossero state realizzate almeno per il 50%. Il consiglio di amministrazione fu allargato a 19 componenti, di cui 3 designati da Air France; venne istituito un Comitato esecutivo - composto da 9 amministratori, di cui 2 nominati da Air France - cui furono riservate le decisioni strategiche di gestione e ampi poteri di amministrazione (approvazione dei piani industriali e strategici, approvazione degli accordi di collaborazione, investimenti per soglie di valore superiori ai 50 milioni). Infine, per il socio che intendesse superare il 50% delle azioni con diritto di voto, fu previsto l'obbligo di lanciare un'Opa su tutte le azioni detenute dagli altri soci che intendano vendere.
Nello stesso giorno nella sede dell'Enac venne stipulato il contratto di cessione degli asset, con il rilascio della licenza di operatore aeronautico per l'inizio delle operazioni della "nuova" società.
Nel gennaio 2009, Alitalia-C.A.I. si presentava con un network più piccolo rispetto a quello di Alitalia-L.A.I., con un taglio di 30 destinazioni straniere tra cui 6 capitali europee, ma con una maggiore presenza nel mercato domestico pari al 52% del traffico, quattro volte più grande di Meridiana e sei volte più grande di Wind Jet. La base d'armamento si trovava presso l'aeroporto di Roma-Fiumicino ed altre basi operative si trovavano presso gli aeroporti di Milano-Linate, Milano-Malpensa, Venezia, Napoli, Catania e Torino.

## La proprietà della CAI
Il primo volo intercontinentale della "nuova" compagnia decollò il 13 gennaio alle ore 6:10, dall'Aeroporto di Milano-Malpensa, in Italia, diretto a San Paolo-Guarulhos, in Brasile (volo Alitalia 676); alla stessa ora era decollato il primo volo nazionale, il Palermo-Roma Fiumicino operato con aeromobile AirOne (AP2853); il primo volo a partire da Linate invece fu l'AZ7911 diretto a Napoli alle 6:25, mentre il primo nazionale a decollare da Roma-Fiumicino, alle 6:30, fu l'AZ 2008, diretto a Milano-Linate. E ancora, il primo volo internazionale a partire dal Leonardo da Vinci fu un collegamento in decollo alle 7 diretto a Parigi-Charles de Gaulle, in Francia. Sempre da Fiumicino, il primo aeromobile in partenza per una destinazione intercontinentale avvenne alle 7, destinazione Buenos Aires-Ezeiza, in Argentina.
Il 7 aprile 2009 venne annunciato il potenziamento della base italiana di Venezia, che diventò quindi il terzo aeroporto della compagnia.
Ad agosto 2009, Alitalia-C.A.I. era la prima compagnia aerea per traffico domestico in Italia, detenendo quasi il 50% del mercato (tre volte più di Meridiana e quattro più di Ryanair), e la terza compagnia aerea per traffico internazionale europeo da/per l'Italia (dopo Ryanair, poco sotto easyJet e poco sopra Lufthansa/Lufthansa Italia).
Il 26 ottobre 2009, in concomitanza con l'inaugurazione del terminal unico Alitalia, il Terminal 1 (ex Terminal A), all'aeroporto di Roma-Fiumicino dedicato ai voli nazionali e Schengen, venne anche svelato il nuovo brand per il collegamento tra Roma-Fiumicino e Milano-Linate che fu denominato RomaMilano - MilanoRoma.
Il 10 novembre 2009, Air France-KLM Cargo annunciò attraverso la sua newsletter periodica inviata a tutti i clienti la comunicazione in cui annunciava di essere, a partire dal 16 novembre, nuovo GSA (Agente Generale di Vendita) di Alitalia Cargo: Alitalia CAI ha quindi ceduto ad Air France-KLM Cargo la rete commerciale di vendita dello spazio riservato alle merci nella stiva degli aerei passeggeri dei voli di linea (il cosiddetto "belly").

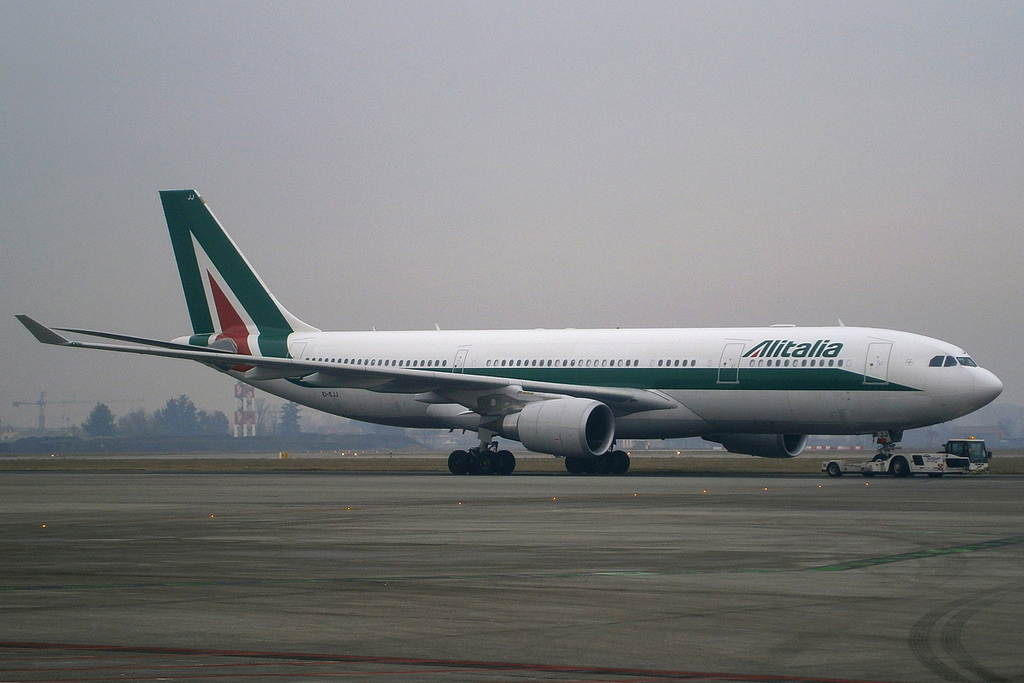
Un Airbus A330-200 Alitalia

Il 15 dicembre 2009 Alitalia, in collaborazione con il Comune di Torino, la Provincia di Torino e la Regione Piemonte, inaugurò 4 nuove rotte internazionali dall'aeroporto di Caselle per Amsterdam, Berlino, Istanbul e Mosca, operate con un Airbus A319, che si aggiunse agli altri Airbus Alitalia basati a Torino.
Il 18 dicembre 2009 Alitalia ed Etihad Airways sottoscrissero un Memorandum of Understanding (MOU) con l'obiettivo di finalizzare accordi di code-share a partire dalla stagione estiva 2010. Alla fine del 2009 Alitalia aveva trasportato più di 21 milioni di passeggeri con un coefficiente di riempimento medio del 65,5%

## Riorganizzazione e accordi di code-share
Dal 28 marzo 2010, Air One, nell'ambito della strategia di Alitalia, venne trasformata in uno “Smart Carrier”, a seguito dell'esigenza di differenziare l'offerta su alcuni mercati italiani tipicamente caratterizzati da un profilo di domanda più attenta al prezzo con un brand, un modello operativo e un'offerta di servizi semplificati e più economici.

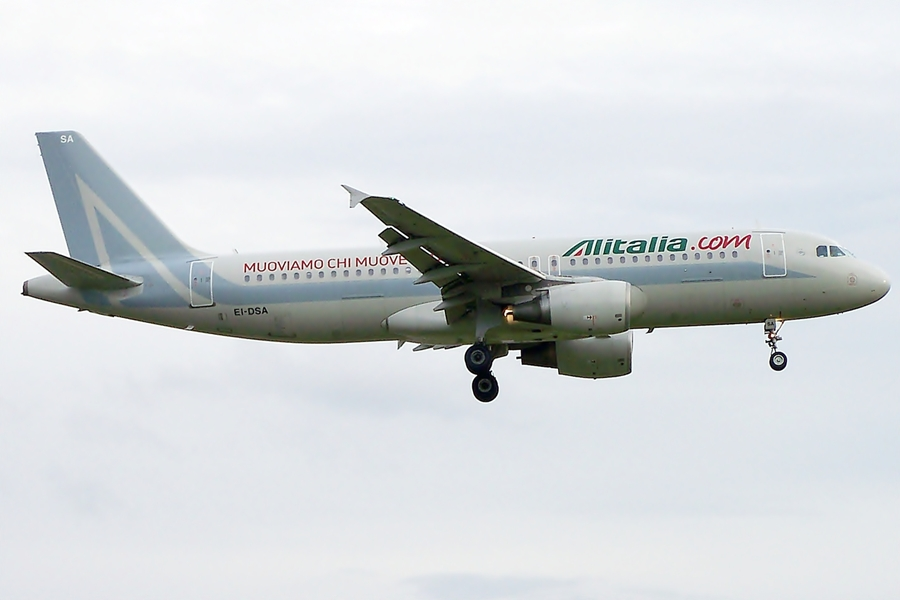
L'Airbus A320-200 "EI-DSA" in livrea speciale "Muoviamo chi muove l'Italia"

Il 7 luglio 2010 Alitalia strinse un accordo di code-share (valido fino a marzo 2022) con Air France-KLM e Delta Air Lines per i voli transatlantici, andando a coprire una quota di mercato pari al 26% dell'offerta totale sull'asse Europa-Nord Atlantico. L'accordo riguardava oltre 55 000 posti giornalieri distribuiti su circa 250 voli, che attraverso 7 hub danno accesso a 300 destinazioni negli Stati Uniti e 200 in Europa.
Secondo il Document de référence 2009-10 di Air France-KLM (p. 228), pubblicato l'11 giugno 2010, il gruppo Air France-KLM dava un valore estimativo alla sua partecipazione nella Compagnia Aerea Italiana S.p.A. pari a 188 milioni di euro, ma lasciava invariato il valore contabile uguale al prezzo di acquisto dell'anno precedente, pari a 323 milioni di euro. Il valore estimativo è pari al 41% in meno rispetto al valore prezzo di acquisto dell'anno precedente dal momento che il valore contabile della partecipazione (25%) è rimasto invariato. L'intera Alitalia, prendendo in considerazione i valori dati da Air France-KLM circa la sua partecipazione del 25%, valeva 1 292 milioni di euro nel gennaio 2009, scesi a 752 milioni di euro nel marzo 2010. Tale contrazione è stata definita comunque parte di un contesto di perdita dovuto alla fisiologica riconquista del mercato, alla crisi compartimentale del settore ed alle perdite dovute alla situazione meteorologica del primo semestre del 2010.

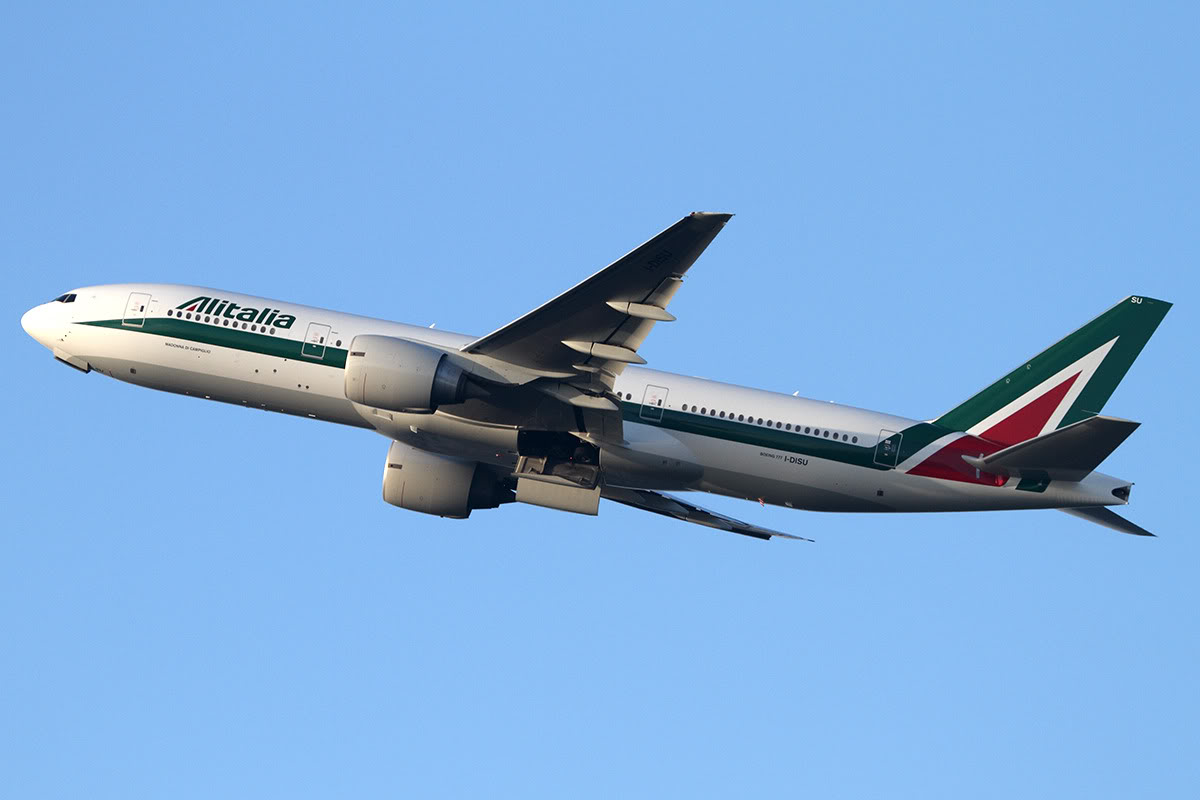
Decollo di un Boeing 777-200ER Alitalia in nuova livrea

Il 22 ottobre 2010 Alitalia e Jet Airways sottoscrissero un Memorandum of Understanding (MOU) a conferma dell'intenzione delle compagnie di operare voli in code-share a partire dalla stagione invernale 2010. Questo accordo, oltre a rafforzare l'offerta di Alitalia su Malpensa, servì a determinare vantaggi in grado di sviluppare la crescita di Alitalia e di SkyTeam in Estremo Oriente. Oltre agli accordi di code-share, la collaborazione tra Alitalia e Jet Airways prevedeva partnership sui programmi frequent flyer, sulle attività di scalo e sui servizi cargo.
Alla fine del 2010 i ricavi registrarono un aumento del 14,1% passando a 3,225 miliardi di euro, facendo raggiungere il target predefinito del dimezzamento del debito, a fronte di un profondo rinnovamento della flotta che, se da un lato prevedeva ingenti investimenti iniziali, perlopiù verso società di leasing, dall'altro garantiva un'omogeneità nel campo della manutenzione, dell'efficienza nel risparmio dei consumi e nella manutenzione.
Nel marzo 2012 si verificò un cambio parziale di gestione, con la nomina di Andrea Ragnetti a nuovo amministratore delegato. A ottobre si è conclusa la dismissione degli MD-80 e dei Boeing 767 che operavano per Alitalia rispettivamente dal 1994 e dal 1996. Il 27 ottobre 2012 l'MD-82 I-DATI, l'ultimo MD-80 di Alitalia, ha compiuto il suo ultimo volo da Catania a Fiumicino.
A metà del 2012, in seguito alla grave crisi internazionale Alitalia si trovò nuovamente a fare i conti, a distanza di 3 anni dalla costituzione, con gravi problemi di perdite: la compagnia perdeva in media 630 000 euro al giorno. Nonostante le importanti riforme introdotte nella compagnia, Alitalia ha perso in tre anni i 735 milioni di euro ottenuti in seguito alla ricapitalizzazione del 2009. Air France, che nel 2009 aveva offerto 1,7 miliardi di euro per assorbire la compagnia ed i relativi debiti, in seguito ai propri problemi finanziari perse interesse nella compagnia italiana. Tra le soluzioni disponibili, vi erano la vendita di Alitalia all'emiratina Etihad Airways o una ricapitalizzazione da parte di alcuni privati italiani tra cui l'ex premier Berlusconi. Nessuna delle due alternative fu attuata.
Nell'aprile 2013 venne nominato nuovo amministratore delegato Gabriele Del Torchio, proveniente da Ducati.
Il 3 luglio 2013 venne presentato il nuovo piano industriale 2013-2016, che prevedeva una ridefinizione del ruolo di Air One e Alitalia nel breve e medio raggio, uno sviluppo dell'attività intercontinentale, lo sviluppo di accordi di tipo infrastrutturale (specialmente per il trasporto ferroviario) e lo sviluppo di Alitalia Loyalty (società spin-off nata per gestire il settore Millemiglia).
Ad ottobre 2013 viene fatta una nuova ricapitalizzazione varata dal CDA a cui partecipa come nuovo azionista anche Poste Italiane con 75 milioni di euro.

## La partecipazione di Etihad

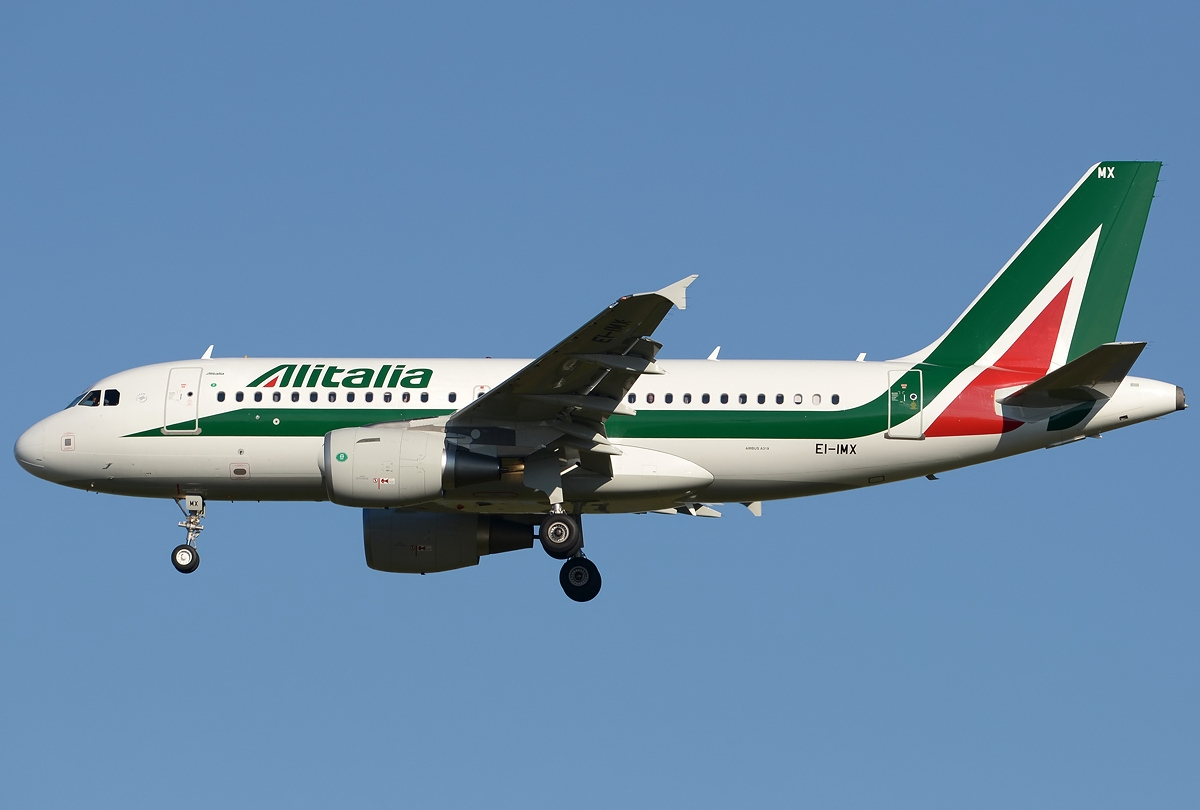
Airbus A319-100 Alitalia

Nel novembre 2013 il governo italiano facilitò la ripresa dei colloqui tra Alitalia e Etihad Airways, grazie anche alla visita negli Emirati Arabi Uniti del consigliere del Premier Enrico Letta Fabrizio Pagani e di alcuni azionisti di Alitalia, durante l'Abu Dhabi Air Show.

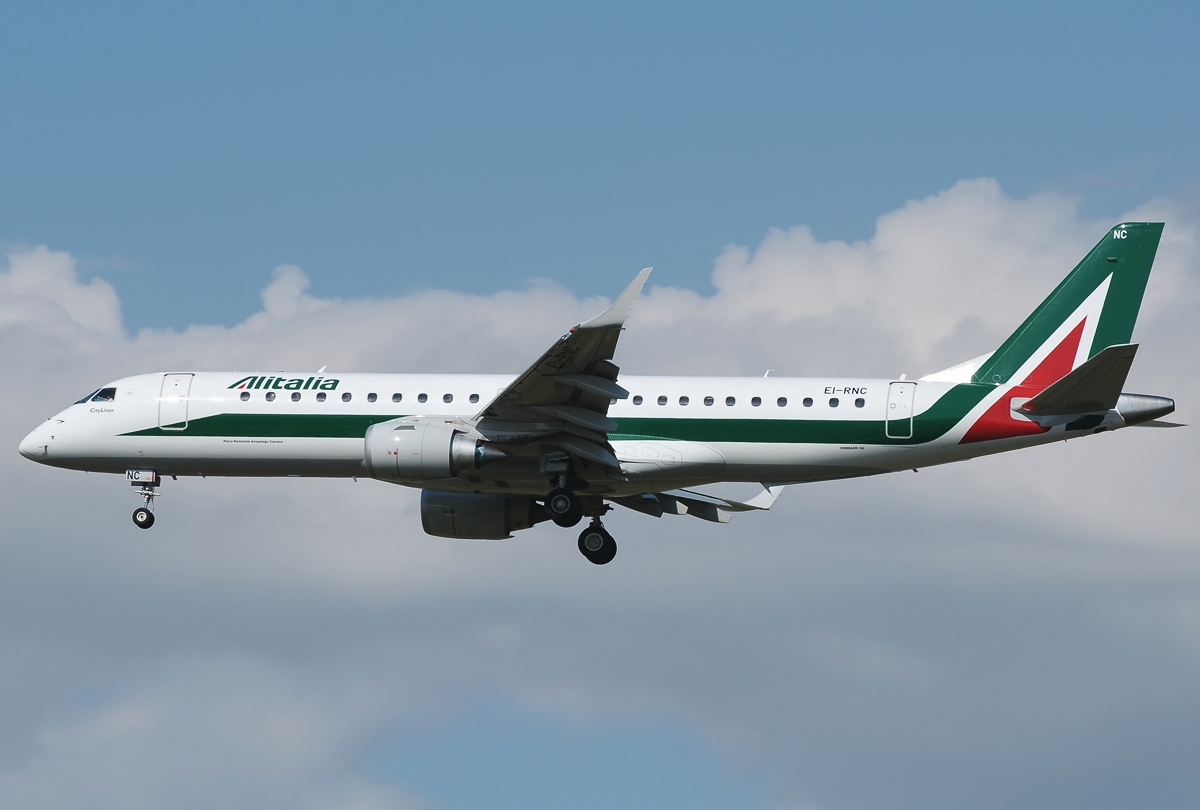
Embraer 190-100LR Alitalia Cityliner

Il 19 dicembre 2013 Etihad Airways confermò ufficialmente le trattative in corso con Alitalia, menzionando un investimento di oltre 500 milioni di Euro attraverso il quale la società araba avrebbe acquisito la quota di maggioranza. L'attenzione degli addetti ai lavori si focalizzò sui conti della compagnia italiana e sul nuovo piano industriale presentato dall'amministratore delegato Del Torchio.
Chistoph Franz, CEO di Lufthansa, consigliò di non vendere le quote della compagnia a Etihad, per le presunte intenzioni della stessa di far diventare Alitalia una navetta con cui connettere Roma ad Abu Dhabi, ma piuttosto di farla diventare una "low cost di qualità" come Aer Lingus. Molti esperti identificarono in questo "falso consiglio" di Lufthansa la speranza di allontanare Etihad dal vettore italiano, che potrebbe insidiare la posizione della compagnia tedesca rubandogli parecchi passeggeri (Lufthansa è già attaccata dalla massiccia presenza di Emirates, l'altra compagnia di bandiera degli Emirati Arabi, sul suolo tedesco).
Il 2 febbraio 2014 venne reso noto che tra Alitalia ed Etihad era in corso un negoziato giunto nella fase finale che avrebbe potuto portare la compagnia di Abu Dhabi a investire in quella italiana. L'8 agosto dello stesso anno venne siglato a Roma l'accordo che prevedeva l'acquisizione del 49% delle quote di Alitalia da parte della compagnia di bandiera degli Emirati Arabi Uniti Etihad Airways.
Parte del piano per ottimizzare le spese prevedeva la chiusura totale dello smart carrier Air One a partire dal 30 settembre, con la sospensione delle rotte in partenza dalle basi di Palermo e Venezia. Le destinazioni servite dalle basi di Verona, Pisa, Milano-Malpensa e alcune fra quelle da Catania sono state ereditate da Alitalia. L'intera flotta AirOne verrà venduta per far fronte ai debiti della capofila.
Il 14 ottobre 2014, fu annunciata una collaborazione con il vettore tedesco Airberlin, che prevedeva il code-share di voli tra l'Italia e la Germania operati dalle due compagnie. Oltre agli accordi di code-share, la collaborazione prevede una partnership sui programmi frequent flyer e lo spostamento dei voli Airberlin da Milano Malpensa a Linate.
L'ingresso di Etihad nel capitale di Alitalia era subordinato alla decisione dell'Antitrust della Commissione Europea, che si espresse favorevolmente a metà novembre 2014, dando di fatto il via alla fase finale dell'integrazione.
Dal 1º gennaio 2015 viene ufficialmente costituita Alitalia - Società Aerea Italiana S.p.A., joint venture tra Alitalia-CAI, con una quota maggioritaria del 51% tramite MidCo S.p.A., ed Etihad Airways, con una quota minoritaria del 49%. Alla "nuova" Alitalia, la CAI ha trasferito i propri asset operativi, tra cui Alitalia CityLiner, e il marchio Alitalia, che dallo stesso giorno conducono le operazioni di volo della nuova compagnia.

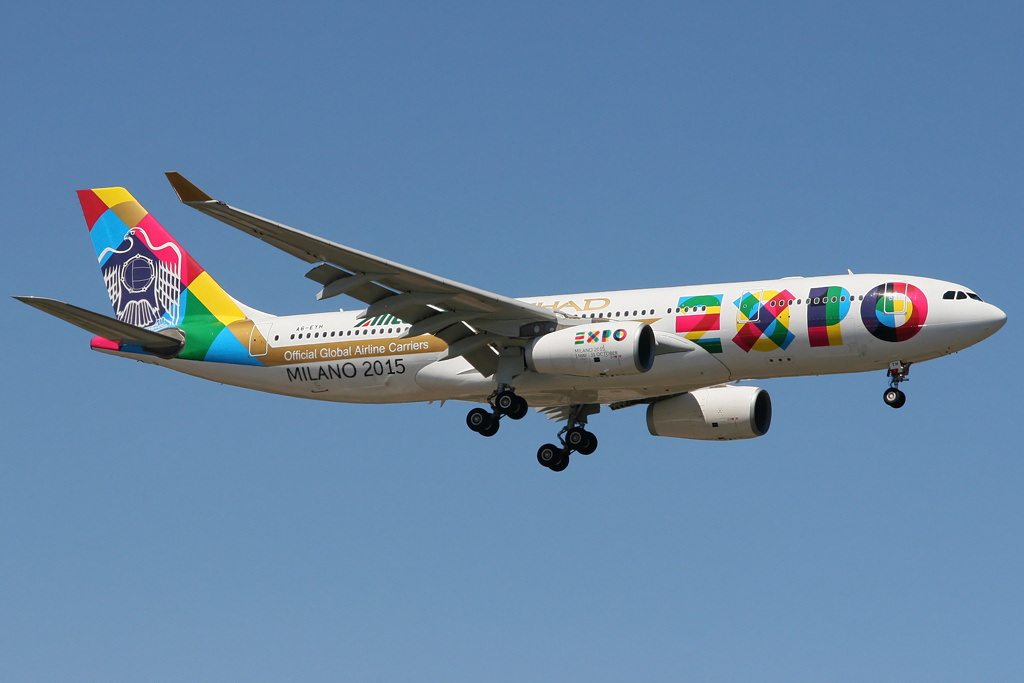
L'Airbus A330-200 di Etihad Airways in livrea Expo 2015 con dopo logo Alitalia e Etihad

Il 1º gennaio 2015 atterra all'aeroporto di Milano-Malpensa il primo volo di Alitalia-SAI alle 10:40 del mattino proveniente dall'aeroporto internazionale di New York-JFK operato con un Airbus A330-200 in livrea speciale Expo Milano 2015-Etihad Airways.
Il 4 giugno 2015, nel corso di una conferenza tenuta all'interno di un hangar dell'aeroporto di Roma-Fiumicino, Alitalia presenta la sua nuova identità visiva, comprendente una nuova livrea per gli aeromobili (applicata per l'occasione sull'Airbus A330-200 I-EJGA): l'impennaggio mantiene lo storico disegno con i colori nazionali italiani adottato nel 1969 (verde-bianco-rosso), che si ingrandisce fino a colorare completamente l'impennaggio e si estende oltre il timone stesso andando a ricongiungersi con il lato opposto nella parte inferiore della fusoliera.
Sparisce la banda verde lungo la fusoliera, che assume un colore bianco perlato per tutta la fusoliera tendente a sfumare in bande oblique bianche man mano che ci si avvicina alla coda tricolore. Il logo ricalca quello precedentemente in uso, ma adotta un nuovo carattere tipografico, una colorazione cangiante e delle striature nella parte rossa della A: sugli aeromobili esso appare sui fianchi della fusoliera (al di sotto della linea dei finestrini), sulla "pancia" della stessa (nella zona fra i carrelli principali) e sul lato superiore delle ali.
Nel maggio 2015 è stato annunciato che non verrà rinnovata la partnership, e i relativi accordi di joint venture, con il gruppo Air France-KLM quando questi giungeranno a scadenza a gennaio 2017. La partnership prevedeva la vendita e la distribuzione dei servizi belly cargo (merci trasportate nelle stive degli aerei passeggeri) di Alitalia in gestione ad Air France-KLM, la cessione di slot su Linate, il feederaggio sugli hub di Parigi e Amsterdam.
Alitalia ha chiuso il primo semestre 2015 con un risultato netto di -130 milioni di euro, stimando in circa 80 milioni di euro il danno causato dall'incendio di Fiumicino. Il load factor si è attestato al 75% nel periodo, trasportando 10,3 milioni di passeggeri. Il 30 luglio 2015, la società ha emesso un bond del valore nominale di 375 milioni di euro, con scadenza a cinque anni.
La società ha chiuso il 2015 con perdite per 199 milioni di euro, in miglioramento rispetto alle perdite per 580 milioni registrate l'anno precedente. Il management ha quindi confermato l'obiettivo di ottenere un utile entro il 2017. Nel 2016 le perdite sono state di circa 600 milioni di euro.

## Il ritorno in amministrazione straordinaria
Nel 2017 a causa del bilancio disastroso il 14 aprile è stato stilato un pre-accordo tra i sindacati e l'amministrazione (per evitare il fallimento) che prevedeva, tra le altre cose: 980 esuberi, tagli medi degli stipendi dell’8% e la diminuzione delle ferie. Tale accordo è stato successivamente sottoposto al personale dell'azienda con un referendum e bocciato con il 67% di "no".
Il 2 maggio 2017 il consiglio di amministrazione ha deciso all’unanimità di presentare l'istanza di ammissione alla procedura di amministrazione straordinaria come disposto dalla legge.
Il Ministero dello sviluppo economico ha scelto tre commissari, rispettivamente Luigi Gubitosi, Enrico Laghi e Stefano Paleari per gestire l'amministrazione straordinaria di Alitalia.

## La chiusura di Alitalia e la nascita di ITA Airways
Con il decreto-legge 18/2020 (c.d. "Cura Italia") il Ministero dell'economia e delle finanze acquisisce il 100% delle azioni della nuova compagnia di bandiera destinata a subentrare ad Alitalia.
Il 29 giugno 2020 il presidente del Consiglio Giuseppe Conte annunciata la nomina di Francesco Caio alla carica di presidente e Fabio Lazzeroni ad amministratore delegato, ponendo termine al commissariamento.
La nuova società pubblica ha assunto il nome di ITA Airways.

## Incidenti e inconvenienti
- 18 incidenti con distruzione o radiazione dell'aeromobile;
- 3 incidenti con danni riparati e ripristino dell'aeromobile;
- 10 dirottamenti con danni riparati e ripristino dell'aeromobile:
  - Il 30 maggio 1970, Giovanni (Giovanni Luca o Gianluca) Stellino, 24 anni, armato di pistola giocattolo, dirotta il DC-9/32 (immatricolato I-DIBO) del volo Alitalia 57 tra Genova e Roma con 31 passeggeri e 4 membri dell'equipaggio (cui comandante è Gino Baldrati); dopo uno scalo tecnico su Napoli si arrende al Cairo. Fu il primo atto di pirateria aerea compiuto a bordo di un velivolo italiano, ma non il primo sul suolo italiano.
  - L’11 marzo 1972, dirottamento del volo Alitalia 68 Roma-Milano. Il volo, operato da un Caravelle con 32 passeggeri e 5 membri di equipaggio (com.te Ivan Mancuso) è costretto ad atterrare a Monaco di Baviera dall'italiana Attilia Lazzeri, 55 anni, che agì per perorare la causa della sorella, internata in una clinica psichiatrica.
  - Il 6 ottobre 1972, l'ex parà Ivano Boccaccio, 21 anni, militante di Ordine Nuovo, tenta di dirottare il volo BM 373 Trieste-Venezia-Ancona-Foggia-Bari, operato con un Fokker F27 della ATI, consociata dell'Alitalia, con 7 passeggeri e 3 membri di equipaggio (comandante del volo è Dante Golinelli), chiedendo, in cambio degli ostaggi, la liberazione del terrorista Franco Freda, 200 milioni di lire per finanziare il movimento neofascista e un velivolo per poter fuggire al Cairo. Dopo ore di trattative i passeggeri furono liberati in cambio di carburante, approfittando della situazione riescono a fuggire anche i membri dell'equipaggio e Boccaccio resta ucciso in una sparatoria con la polizia all'interno dell'aereo stesso ritornato sullo scalo di Ronchi dei Legionari. Nel 1975 i militanti di estrema destra Vincenzo Vinciguerra e Carlo Cicuttini furono inquisiti e processati per aver organizzato con Boccaccio il tentativo di dirottamento: vennero assolti in primo grado, ma condannati in appello nel 1976.
  - Il 7 settembre 1979, il volo Alitalia 713 Teheran-Beirut-Roma, operato dal DC-8/62 Alitalia Arcangelo Corelli, matricola I-DIWW viene dirottato; il dirottamento si conclude felicemente in modo del tutto incruento presso l'aeroporto di Teheran.
  - Il 14 gennaio 1980, Farid Ben Mashri Zaiche, dell'organizzazione Les vivants, dirotta su Palermo il DC-9/32 Alitalia I-DIZI Isola di Basiluzzo del volo Alitalia 864 da Roma a Tunisi con 83 passeggeri e 6 membri dell'equipaggio (comandante del volo è Furio Oggiano) chiedendo il rilascio di 25 detenuti politici.
  - Il 30 giugno 1982, un Boeing 747 del volo Alitalia 1790 Roma-Nuova Delhi-Tokyo con 242 passeggeri e 18 persone di equipaggio (comandante è Giorgio Amoroso), è dirottato dal cingalese Sepala Ekanayake (imbarcatosi a Nuova Delhi) e fatto atterrare a Bangkok. Il sequestratore chiede e ottiene 300 000 dollari, pari a circa 415 milioni di lire, e il ricongiungimento con la moglie italiana e il figlio della coppia di 4 anni. Il dirottatore al suo arrivo a Colombo viene accolto da una folla di circa 500 persone che lo accoglie in trionfo, facendo scoppiare un caso diplomatico in quanto lo Sri Lanka non ha leggi che permettono di processarlo.
  - Il 25 settembre 1982, un Boeing 727-243, del volo Alitalia 871 sulla tratta Algeri-Roma con 101 passeggeri e 8 persone di equipaggio (il comandante del volo è Leonardo Senisi e il primo ufficiale è Ezio Bertolini), è dirottato su Catania da Igor Shkuro, 32 anni, cittadino sovietico di fede ebraica (refusenik) che vive a Roma dopo essere stato espulso dall'Australia (nonostante ne avesse acquisito la cittadinanza) per aver espresso sentimenti contro l'Occidente capitalista e, desideroso di tornare a Leningrado (che aveva lasciato nel 1977), espulso anche dalle autorità algerine che gli negano il visto viene reimbarcato sul volo per Roma, decide quindi di prendere il controllo dell'aereo. Il sequestratore, che è armato di un lungo coltello, chiede di fare rotta dapprima su Tripoli, in Libia, poi su Malta e infine su Mosca ma i piloti, dopo averlo convinto che il carburante sta finendo, optano per lo scalo siciliano; una volta a terra, in un momento di distrazione viene quindi disarmato dal motorista dell'aereo Donato Longo.
  - Il 19 settembre 1991, il volo Alitalia 864 sulla tratta Roma-Tunisi, operato da un MD-80 con 130 passeggeri e 7 membri dell'equipaggio, viene dirottato da Hedi Hassan Bouchnak, 26 anni, immigrato, come ritorsione per il trattamento subito.
  - L'11 settembre 2001, il Boeing 747-243B Argentario immatricolato I-DEMS operante il volo 604 (Malpensa-JFK) fu dirottato dai suoi piloti ad Halifax assieme a molti altri, a causa degli attacchi in corso e conseguente chiusura dello spazio aereo statunitense. Una volta atterrato, un tecnico della Air Canada informò gli aviatori del volo 604 che il motore 4 del 747 aveva una perdita di carburante. Il danno fu riparato e il Jumbo tornò in Italia il giorno dopo.[106]
  - Il 27 novembre 2002, un MD-80 del volo AZ 364 Bologna-Parigi viene dirottato su Lione da Stefano Savorani, ex agente di polizia esonerato per problemi psichiatrici.
- 1 inconveniente con distruzione o radiazione dell'aeromobile;
- 1 inconveniente con danni riparati e ripristino dell'aeromobile.

Di questi, 10 hanno causato 598 vittime:
- 27 gennaio 1951: volo Alitalia Parigi-Roma. Un Savoia-Marchetti S.M.95 si schianta al suolo vicino a Civitavecchia da un'altitudine di 6500 piedi (circa 2000 metri) dopo essere stato colpito da un fulmine. Le vittime sono 14 su 18 presenti a bordo;
- 18 dicembre 1954: volo LAI LI 451 Roma-New York. Un Douglas DC-6 si schianta nella Jamaica Bay (New York) al quarto tentativo di atterraggio all'aeroporto di Idlewild (l'attuale JFK). Le vittime sono 26 su 32 presenti a bordo. La stanchezza del pilota fu considerata uno dei principali fattori dell'incidente;
- 23 novembre 1956: volo LAI LI 479 Roma-Parigi-Shannon-New York. Il Douglas DC-6B I-LEAD, perde quota dopo 10 minuti dal decollo dallo scalo di Parigi-Orly e urta la sommità di un edificio posto a 600 metri dopo il termine della pista cadendo al suolo e prendendo fuoco. Muoiono 24 dei 26 passeggeri e 10 membri dell'equipaggio. La causa dell'incidente non fu mai chiarita con certezza;
- 22 dicembre 1956: volo LAI Roma-Milano. Il Douglas DC-3 I-LINC decolla da Roma Ciampino per Milano Malpensa. Dopo due ore di volo, alle 17:20, l’aereo impatta contro le pendici del Monte Giner, in Trentino, con rotta sud. Muoiono tutti i 18 passeggeri e 4 membri dell'equipaggio. La causa probabile del disastro fu attribuita al pilota, nell'ipotesi che non avesse seguito l'Aerovia fissata nel Piano di Volo, anche per il concomitante malfunzionamento di alcuni strumenti di bordo;
- 21 dicembre 1959: Il Vickers Viscount 785D I-LITZ si schianta all'Aeroporto di Roma-Ciampino in fase di atterraggio durante un volo di addestramento. Le vittime sono due: l'addestratore e il pilota. L'incidente fu attribuito a una manovra effettuata al di sotto dei limiti di velocità per il controllo in sicurezza del velivolo nel corso di una situazione che simulava un'emergenza con due motori fuori uso;
- 26 febbraio 1960: volo Alitalia 618 Roma-New York. Il Douglas DC-7C I-DUVO, in volo da Shannon (Irlanda) a New York perde quota poco dopo il decollo e si schianta a terra. Le vittime sono 32 sui 54 presenti sull'aereo. La causa dell'incidente non fu mai accertata con sicurezza;
- 8 marzo 1962: volo charter Società Aerea Mediterranea. Il Douglas DC-6B I-DIMO di ritorno vuoto alla base di Fiumicino da Khartoum, Sudan, si schianta contro il Monte Velino mentre si prepara all'avvicinamento. Morti tutti i 4 membri di equipaggio che si trovano a bordo. Causa probabile dell'incidente: possibili interferenze di stazioni trasmittenti sui radiofari;
- 7 luglio 1962: il volo Alitalia 771 operato con il Douglas DC-8-43 I-DIWD si schianta contro la collina Davandyachi nella zona di Junnar Maharashtra vicino a Bombay (India). Muoiono tutte le 94 persone a bordo fra passeggeri e membri dell'equipaggio. L'incidente fu attribuito a un errore di navigazione che portò il pilota a iniziare la discesa prematuramente fino a schiantarsi su una collina. L'inosservanza nell'utilizzo degli strumenti per verificare la corretta posizione del velivolo da parte dei piloti e la loro scarsa esperienza sulla rotta furono ritenuti altri fattori decisivi;
- 28 marzo 1964: volo Alitalia 045 Roma-Napoli. Il Vickers_Viscount 785D I-LAKE si schianta durante l'approccio finale sul Monte Somma, in prossimità del Vesuvio, alle ore 21:40 a causa delle cattive condizioni meteorologiche. Muoiono tutte le 44 persone presenti a bordo;
- 2 agosto 1968: volo Alitalia 660 Roma-Milano-Montréal. Il Douglas DC-8-43 I-DIWF si schianta in approccio all'atterraggio vicino a Malpensa a 7 miglia a nord della pista. Muoiono 14 passeggeri dei 94 imbarcati. La causa fu attribuita a una procedura non standard nel ritardo di rilevazione del VOR radiale;
- 15 settembre 1970: Volo Alitalia 618 Roma - New York. Il Douglas DC-8-62 I-DIWZ con 146 passeggeri e 10 membri di equipaggio si spezza in due in fase di atterraggio a New York. Nessuna vittima, 68 i feriti, di cui 10 ospedalizzati, e 88 illesi.[107];
- 16 aprile 1972: volo ATI BM 392 Roma-Foggia. Un Fokker F27 di ATI Aero Trasporti Italiani si schianta al suolo nella campagna di Amaseno (Frosinone) dopo 21 minuti e 40 secondi dal decollo. Morte tutte le 18 persone a bordo. Una forte perturbazione con turbolenza e ghiaccio fu la causa dell'incidente;
- 5 maggio 1972: volo Alitalia AZ 112 Roma-Palermo. Il Douglas DC-8-43 I-DIWB si schianta, per il mancato rispetto delle corrette procedure da utilizzare in fase di approccio all'atterraggio, all'aeroporto di Palermo-Punta Raisi, contro il monte Longa, che separa i comuni di Cinisi e di Carini in Sicilia. Muoiono tutti i 116 passeggeri;
- 30 ottobre 1972: volo ATI BM 327 Napoli-Bari. Il Fokker F27 matricola I-ATIR della ATI - Aero Trasporti Italiani si schianta alle 19:38 nelle campagne delle Murge vicino a Corato, a una cinquantina di chilometri dall'aeroporto di Bari-Palese e si incendia su una masseria. È una notte di bel tempo e di grande visibilità. Morti tutti i 26 occupanti del velivolo. L'inchiesta termina senza conclusioni certe circa le cause dell'incidente, stabilendo tuttavia tra le cause probabili "l'errore di valutazione da parte dei piloti sulla posizione dell'aereo oltre al mancato mantenimento del contatto visivo col terreno";
- 23 dicembre 1978: volo Alitalia 4128. Il DC-9/32 Isola di Stromboli, matricola I-DIKQ, diretto all'aeroporto di Palermo-Punta Raisi, si schianta in mare in prossimità della pista di atterraggio; 108 morti e 20 superstiti;
- 14 settembre 1979: volo Aero Trasporti Italiani BM 12. Il DC-9/32 matricola I-ATJC, partito da Alghero e diretto a Cagliari, si schianta sul massiccio montuoso di Monti Nieddu, sullo sperone di roccioso noto come Conc'e Oru, a Capoterra, nella città metropolitana di Cagliari. Muoiono 32 persone (28 passeggeri e 4 membri di equipaggio);
- 15 ottobre 1987: volo ATI 460 Milano/Linate - Colonia/Bonn. L'aeromobile, marche I-ATRH Città di Verona, è un ATR 42. Alle ore 19:28 CET, precipita sulle montagne del comasco in località Conca di Crezzo, nel territorio di Lasnigo, causando 38 vittime: 4 membri dell'equipaggio e 34 passeggeri. L'inchiesta accertò che la causa dell'incidente fu la formazione di ghiaccio sulle superfici alari dell'aereo;
- 14 novembre 1990: volo Alitalia 404. Il DC-9/32 Sicilia, matricola I-ATJA, e diretto a Zurigo con 46 persone a bordo, si schianta contro una collina in prossimità della pista di atterraggio. Nessun superstite. L'incidente è stato causato da un guasto agli altimetri che indicavano una quota superiore di 1 000 piedi (330 metri) rispetto a quella reale e a un fatale errore da parte del comandante che mise a tacere il secondo pilota che, avvedutosi del problema, aveva dato l'ordine di riprendere quota;
- 9 maggio 2009: il volo Alitalia 1263, operato con l'MD-80 I-DACY, partito da Roma e diretto a Napoli, durante il decollo subisce lo scoppio di uno pneumatico del carrello. L'aereo ritorna a Fiumicino senza alcuna conseguenza per i 126 passeggeri a bordo. L'Agenzia Nazionale per la Sicurezza del Volo il 14 maggio 2009 definì il fatto un "inconveniente grave" e avviò un'inchiesta tecnica[108];
- 24 aprile 2011: sul volo Alitalia 329, decollato da Parigi-Charles de Gaulle e diretto a Roma-Fiumicino, nel tentativo di dirottare l'aereo verso Tripoli (Libia), un passeggero aggredisce una hostess minacciandola con un coltellino. L'uomo viene subito bloccato grazie alla pronta reazione di alcuni steward e passeggeri e il volo prosegue senza problemi verso Roma-Fiumicino, dove atterra regolarmente. A terra la Polizia arresta il mancato dirottatore;
- 2 febbraio 2013: l'ATR 72, immatricolato YR-ATS ed operante il volo Alitalia 1670 da Pisa a Roma-Fiumicino, finisce fuori pista nella fase di atterraggio a Roma. Delle 46 persone a bordo quattro passeggeri e un assistente di volo rimangono feriti, due in modo serio. L'aereo era di proprietà della compagnia romena Carpatair, che ne curava la manutenzione e ne forniva l'equipaggio di bordo, ma esternamente presentava la livrea Alitalia, che lo impiegava in base a un accordo di wet lease. La notte seguente l'incidente la livrea Alitalia fu rimossa dalla fusoliera[109] e la compagnia italiana interruppe la partnership con il vettore romeno;
- 29 settembre 2013: un Airbus A320, proveniente da Madrid-Barajas e diretto a Roma-Fiumicino, è costretto a un atterraggio d'emergenza a causa della mancata estensione del carrello destro. Dei 155 passeggeri, 10 hanno riportato ferite lievi.[110].

## Fonti
- ilsussidiario.net.
- risorse.issp.po.it (PDF).
- Il Mix delle Cinque, Raiplay Radio.